# Suillia tenebrosa
Suillia tenebrosa är en tvåvingeart som beskrevs av Gorodkov 1977. Suillia tenebrosa ingår i släktet Suillia och familjen myllflugor. Inga underarter finns listade i Catalogue of Life.